# 福谷清志
福谷 清志（ふくたに きよし、1980年8月31日 - ）は、テレビ大阪アナウンサー。気象予報士。元日本海テレビ（NKT）アナウンサー。テレビ大阪では2023年4月1日からアナウンス部長を兼務している。

## 人物・経歴
鳥取県日野郡出身。鳥取県立米子東高等学校を経て、早稲田大学を卒業した。2003年4月1日付で地元の日本海テレビにアナウンサーとして入社する。『スパイス!!』という番組で「福麻呂」というキャラクターに扮していた。
2008年4月1日付でテレビ大阪へ移籍してからは、スポーツアナウンサーとして、プロ野球・世界ツーリングカー選手権などの中継で実況やリポーターを務める機会が多い。その一方で、2008年10月から2018年10月までは『しっとこ!』（インフォマーシャルを兼ねた深夜のロケバラエティ番組）の司会（中断期間あり）、2018年4月からは『やさしいニュース』のメインキャスターを務めている。
趣味は釣りとカラオケで、テレビ大阪では『フィッシングDAYS』（釣りロケ番組）も担当する。NHKのど自慢に出場し、「鐘3つ」（合格点）をもらったことがある。また、ダンディ坂野と一緒に「ゲッツ!!」のポーズを披露したことがあり、そのときに撮影された写真を宝物にしているという。
テレビ大阪移籍後の2020年頃からアナウンス業務と並行しながら気象予報士試験を受け続けたところ、2023年1月に実施された第59回（令和4年度第2回）の試験に合格した。気象庁に気象予報士として登録された2023年4月からは、所属部署（アナウンス部）の部長を務めながら、『やさしいニュース』で気象の解説を始めている。

## 出演番組
太字は出演中

### テレビ大阪
- ナマ虎スタジアム（前身の『全力!!虎中継』時代から実況やベンチリポーターを担当）
- 世界ツーリングカー選手権（テレビ大阪制作・テレビ東京系列およびBSジャパンで放送されるダイジェスト番組でレース実況を担当）
- やさしいニュース（金曜日メインキャスター、2023年4月からは「気象予報士」として気象解説も随時担当）
- やさしいニュースPLUS（不定期）
- フィッシングDAYS（主にナレーションを担当）
- しっとこ!（司会、2008年10月 - 2015年9月28日・2018年1月13日 - 2018年10月27日）
- かがくdeムチャミタス!（ナレーター、2010年4月 - 2013年9月）
- おとな旅あるき旅（ナレーター）
- 金曜報道スペシャル（2018年1月5日から不定期でリポーターを担当）
- ニュースPLUS（不定期）
- NEWSα → ニュースリアルPLUS（不定期）

### 日本海テレビ
- Go!5!知っテレビ（2003年10月 - 2005年6月）
- ごじきん!（2005年7月 - 2006年6月）
- スパイス!!（2006年8月 - 2008年3月）
- NKTニュース
- よじまえニュース
- NKTニューススポット